# 1999 en jeu vidéo
La page 1999 en jeu vidéo récapitule les évènements importants qui se sont produits au cours de l'année 1999 dans le domaine du jeu vidéo.

## Annonces
- Le 12 mai, Nintendo annonce le successeur de la Nintendo 64, le projet « Dolphin »[d 1].
- En juin 1999, Nintendo annonce un nouveau Zelda intitulé Zelda Gaiden [a 1].
- Le patron de Sega, Shoichiro Irimajiri (en), annonce la fin de production de la Sega Saturn fin d'année 1999[1].

## Principales sorties de jeux
| 21 janvier                                       | Super Smash Bros.          | Nintendo 64   | Japon  |          |
| 28 janvier                                       | The Last Blade 2           | Neo-Geo AES   | Japon  | [ 2 ]    |
| 29 janvier                                       | Worms Armageddon           | Windows       | Europe |          |
| 11 février                                       | Final Fantasy VIII         | PlayStation   | Japon  | [ 3 ]    |
| 26 février                                       | Metal Gear Solid           | PlayStation   | Europe | [ 4 ]    |
| 5 mars                                           | Puzzle Bobble 3            | Nintendo 64   | Japon  | [ b 1 ]  |
| 25 mars                                          | Marvel vs. Capcom          | Dreamcast     | Japon  | [ b 2 ]  |
| 26 mars                                          | Need for Speed 4           | PlayStation   | France | [ b 3 ]  |
| 16 avril                                         | R4: Ridge Racer Type 4     | PlayStation   | Europe | [ b 4 ]  |
| 30 avril                                         | Pokémon Stadium            | Nintendo 64   | Japon  | [ 🔗 1 ] |
| 25 mai                                           | Bloody Roar 2              | PlayStation   | USA    | [ 5 ]    |
| 27 mai                                           | Ace Combat 3               | PlayStation   | Japon  | [ 6 ]    |
| 11 juin                                          | Mystical Ninja 2           | Nintendo 64   | France | [ d 2 ]  |
| 24 juin                                          | Grandia                    | PlayStation   | Japon  | [ 7 ]    |
| 25 juin                                          | Driver                     | PlayStation   | Europe |          |
| 8 juillet                                        | Street Fighter Zero 3      | Dreamcast     | Japon  | [ 8 ]    |
| 15 juillet                                       | Legend of Mana             | PlayStation   | Japon  | [ 9 ]    |
| 16 juillet                                       | Silent Hill                | PlayStation   | Europe | [ 10 ]   |
| 5 août                                           | SoulCalibur                | Dreamcast     | Japon  | [ 11 ]   |
| 11 août                                          | System Shock 2             | PC            | USA    |          |
| 1er septembre                                    | Fire Emblem: Thracia 776   | Super Famicom | Japon  | [ 🔗 2 ] |
| 8 septembre                                      | Wipeout 3                  | PlayStation   | Europe | [ a 2 ]  |
| 22 septembre                                     | Resident Evil 3: Nemesis   | PlayStation   | Japon  | [ a 3 ]  |
| 22 septembre                                     | The X-Files, le jeu        | PlayStation   | Europe | [ a 4 ]  |
| 23 septembre                                     | Sonic Adventure            | Dreamcast     | Japon  | [ a 5 ]  |
| 23 septembre                                     | The King of Fighters '99   | Neo-Geo AES   | Japon  | [ 12 ]   |
| 11 octobre                                       | Jet Force Gemini           | Nintendo 64   | USA    | [ 13 ]   |
| 14 octobre (lancement de la Dreamcast en Europe) | Power Stone                | Dreamcast     | Europe | [ c 1 ]  |
| 14 octobre (lancement de la Dreamcast en Europe) | Sega Rally 2               | Dreamcast     | Europe | [ c 1 ]  |
| 14 octobre (lancement de la Dreamcast en Europe) | Sonic Adventure            | Dreamcast     | Europe | [ c 1 ]  |
| 14 octobre (lancement de la Dreamcast en Europe) | Virtua Fighter 3tb         | Dreamcast     | Europe | [ c 1 ]  |
| 20 octobre                                       | Rayman 2: The Great Escape | Nintendo 64   | France | ,        |
| 22 octobre                                       | Grand Theft Auto 2         | PlayStation   | Monde  | [ 17 ]   |
| 27 octobre                                       | Final Fantasy VIII         | PlayStation   | Europe | [ 18 ]   |
| 18 novembre                                      | Chrono Cross               | PlayStation   | Japon  | [ 19 ]   |
| 22 novembre                                      | Donkey Kong 64             | Nintendo 64   | USA    | [ d 3 ]  |
| 4 décembre                                       | Shadow Man                 | Dreamcast     | France | [ c 2 ]  |
| 29 décembre                                      | Shenmue                    | Dreamcast     | Japon  | [ 20 ]   |

## Évènements
- 23 janvier : sortie de la PocketStation au Japon, un accessoire pour la PlayStation pouvant servir à la fois de carte mémoire et de console portative, compatible avec certains jeux[21].
- 26-28 janvier : salon ATEI à Londres en Angleterre[22],[b 5].
- Février : la fédération Familles de France, qui lutte contre la violence dans les jeux vidéo, accuse les jeux Resident Evil 2, GTA, Unreal, Sanitarium, Carmageddon II et Wild 9 d'être cruels, violents et dégradants, et tente de les faire retirer de la vente dans les supermarchés[23],[🔗 3],[🔗 4].
- 4 mars : lancement de la WonderSwan au Japon[b 6].
- 19 mars : lancement de la Neo-Geo Pocket Color au Japon[24].
- 12-15 mai : E3 1999 à Los Angeles aux États-Unis[22].
- 3 juillet : le joueur américain Billy Mitchell atteint le score parfait (3 333 360 points) sur le jeu Pac-Man[🔗 5].
- 27-29 août : Nintendo Space World '99 [25].
- 5-7 septembre : ECTS à Londres en Angleterre[26].
- 4-6 septembre : Première édition du CEDEC, séminaire professionnel regroupant les développeurs japonais.
- 9-12 septembre : salon JAMMA Show à Tokyo au Japon[22].
- 23-25 septembre : salon AMOA Expo' 99 à Las Vegas aux États-Unis[22].
- 14 octobre : lancement de la Dreamcast en Europe[β].

## Meilleures ventes

### Vente de jeux sur console au Japon
| Classement | Titre                       | Support     | Nombre d'unités |
| 1          | Pokémon Or et Argent        | Game Boy    | 3 628 624       |
| 2          | Final Fantasy VIII          | PlayStation | 3 501 807       |
| 3          | Resident Evil 3             | PlayStation | 1 339 022       |
| 4          | Super Smash Bros.           | Nintendo 64 | 1 308 124       |
| 5          | Gran Turismo 2              | PlayStation | 1 145 514       |
| 6          | Dance Dance Revolution      | PlayStation | 1 005 441       |
| 7          | Yugioh II Dark Duel Stories | Game Boy    | 897 095         |
| 8          | Derby Stallion '99          | PlayStation | 798 944         |
| 9          | Everybody's Golf 2          | PlayStation | 782 874         |
| 10         | Pokémon Pinball             | Game Boy    | 765 263         |